# Papilio sjoestedti
Papilio sjoestedti – gatunek motyla z rodziny paziowatych (Papilionidae), występujący naturalnie w Tanzanii.